# Pepalan
Pepalan is een bestuurslaag in het regentschap Gayo Lues van de provincie Atjeh, Indonesië. Pepalan telt 282 inwoners (volkstelling 2010).